# Sam Neill
Nigel John Dermot "Sam" Neill DCNZM, OBE (født 14. september 1947) er en irsk-født, newzealandsk skuespiller. Neill har medvirket i flere australske film og fik sit gennembrud i Min brillante karriere (1979). Siden fik han flere internationale roller i blandt andet Plenty (1985) og Et skrig i mørket (1988).

## Udvalgt filmografi
- Min brillante karriere (1979) – Harry Beecham
- Ivanhoe (tv-film, 1982) – Sir Brian de Bois-Guilbert (ridder)
- Plenty (1985) – Lazar
- Et skrig i mørket (1988) – Michael Chamberlain
- Jagten på Røde Oktober (1990) – kommandørkaptajn Vasilij Borodin (næstkommanderende på ubåden)
- Den usynlige mands erindringer (1992) – David Jenkins
- The Piano (1993) – Alistair Stewart
- Jurassic Park (1993) – dr. Alan Grant (palæontolog)
- Event Horizon (1997) – dr. William Weir
- Merlin (org. miniserie, 1998) – Merlin (troldmand)
- The Dish (2000) – Cliff Buxton (observatoriechef)
- Jurassic Park III (2001) – dr. Alan Grant (palæontolog)
- Thor: Ragnarok (2017)

### Tv-serier
- Reilly: Ace of Spies (12 afsnit, 1983) – Sidney Reilly (spion)
- The Tudors (10 afsnit, 2007) – Kardinal Thomas Wolsey
- Peaky Blinders (2013 – ) – Chester Campbel

## Udmærkelser
I 1991 blev han udnævnt til Officer of the Order of the British Empire (OBE), for sit virke som skuespiller.